# Панзо, Эрман
Эрма́н Панзо́ (фр. Hermann Irma Panzo; 8 февраля 1958, Saint-Esprit — 30 июля 1999, Фор-де-Франс) — французский легкоатлет, бронзовый призёр розыгрышей Кубка Европы, бронзовый призёр летних Олимпийских игр 1980 года в Москве.

## Карьера
Свои первые награды Эрман завоевал на чемпионате Европы среди юниоров в 1977 году, выиграв золото на дистанции 100 метров и в эстафете 4×100 метров.
На Олимпийских играх 1980 года Панзо участвовал в беге на 100 метров и в эстафете 4×100. На 100-метровой дистанции в финале он занял 8-е место, а в эстафете вместе с Патриком Барре, Паскалем Барре и Антуаном Ришаром выиграл бронзовую медаль.
Умер от инсульта.